# طراحی تجهیزات پزشکی
طراحی تجهیزات پزشکی (انگلیسی: Medical device design) همان‌طور که از نامش پیداست، طراحی تجهیزات پزشکی به طراحی دستگاه‌های پزشکی اشاره دارد. با توجه به مقررات زیاد در صنعت، طراحی دستگاه‌های پزشکی از نظر مهندسی و حقوقی چالش‌های مهمی را به همراه دارد.